# Leschenaultia richopsis
Leschenaultia richopsis är en tvåvingeart som beskrevs av Jacques-Marie-Frangile Bigot 1887. Leschenaultia richopsis ingår i släktet Leschenaultia och familjen parasitflugor. Inga underarter finns listade i Catalogue of Life.